# Vila romana de Bignor

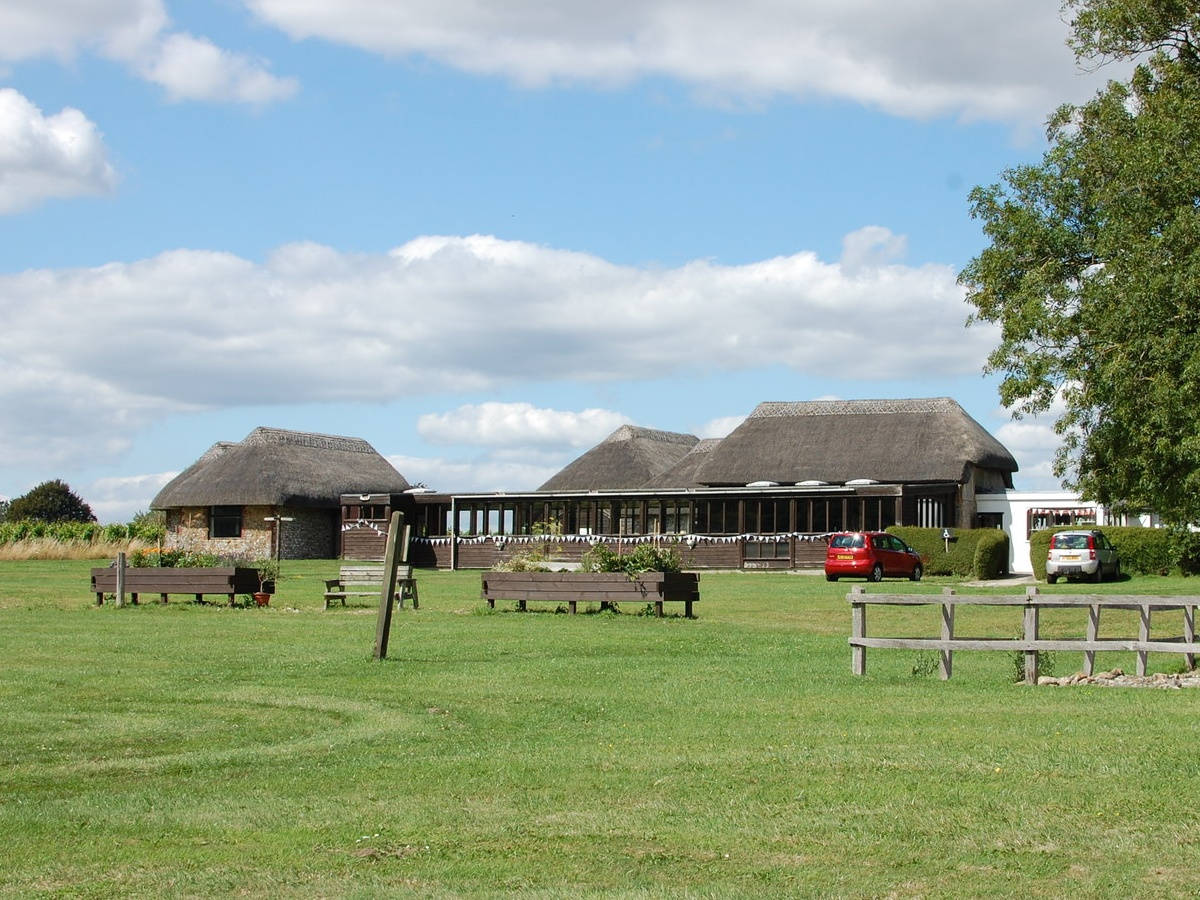
Vila romana de Bignor

A Villa romana de Bignor é uma enorme villa romana com pátio que foi escavada e posta em exibição pública na propriedade Bignor, no condado inglês de West Sussex. É conhecida pelos seus pisos de mosaico de alta qualidade, alguns dos mais inteiros e complexos do país.

## Localização
A vila está localizada a norte de South Downs, próxima de Stane Street, aproximadamente 14,5 km a nordeste de Chichester (a cidade romana de Noviomagus Reginorum) e do vizinho e muito maior Palácio romano de Fishbourne.

## História e estrutura
A presença de uma fazenda romano-britânica no lugar no fim do século I é apontada por descobertas, mas as primeiras evidências estruturais são de uma estrutura de fazenda de madeira simples que data de cerca de 190 d.C. Um prédio de pedra de quatro aposentos foi erguido na metade do século III d.C, e foi estendido entre c.240 e 290 d.C com o acréscimo de alguns novos quartos, um hipocausto e um pórtico posicionado para leste em direção à Stane Street.